# Падишах
Падиша́х, Падшах, Падешах, Бадишах, Бадшах (перс. پادشاه, Pādishāh — від паті («господар») і шах («цар»), дослівно — «господар над царями») — ісламський монархічний титул. Використовувався в декількох ісламських монархіях на означення правителя. Відповідав імператору в європейській традиції.
Османські султани вживали титул з початку 16 століття. Кримський хан Менглі-Ґерей I прийняв титул внаслідок завоювання Великої Орди (1502). Зберігся як форма звертання до кримського хана з боку його підданців. У той же час кримські хани зверталися до османських султанів, використовуючи цей титул.
З початку 17 століття данний титул османи почали визнавати за австрійськими Габсбургами, французькими королями, а з 1660 de facto — і за московитськимим царями.

## Країни
- Персія/Іран (від Ахаменідів до Сасанідів): Шаханшах Ірану (Король королів Персії)
- Османська імперія: Падишах — титул султана з династії Османів
- Кримське ханство: Падишах — титул хана з династії Ґераїв
- Імперія Великих Моголів